# 新丰县
新丰县是中華人民共和國广东省韶关市下辖的一个县，位于广东省东北部，韶关市最南端，东江、北江和流溪河三河水系分流之处，新丰江发源地，南连从化、龙门，北接翁源，东邻连平，西靠佛冈，縣人民政府駐豐城街道。
新豐縣建置前，屬南海郡龍川縣地。南齊永明元年（483年），析龍川縣地置新豐縣，取義於“物產豐富”之意，故稱“新豐”，屬南海郡。1975年1月，新豐縣劃歸廣州市管轄。1988年1月，新豐縣劃回韶關市管轄。

## 行政区划
新丰县下辖1个街道办事处、6个镇：
丰城街道、黄磜镇、马头镇、梅坑镇、沙田镇、遥田镇和回龙镇。

## 交通
- 大广高速
- 武深高速
- 韶惠高速
- 105国道
- 220国道
- 347省道

距广州150公里、深圳180公里、韶关160公里。

## 歷史
- 新豐縣建置前，屬南海郡龍川縣地。
- 齊永明元年（483），析龍川縣地置新豐縣，取義於“物產豐富”之意，故稱“新豐”，屬南海郡。
- 梁天監六年（507），改屬東莞郡。
- 陳禎明二年（588），改東莞郡為東官郡，新豐隸屬亦隨之變更。
- 隋開皇十年（590），東官郡廢，新豐屬循州。 開皇十八年（598），改新豐縣為休吉縣。 煬帝大業三年（607），改循州為龍川郡，廢休吉縣併入河源縣，屬龍川郡。
- 明隆慶三年（1569），析河源縣地，兼割英德、翁源兩縣之東南隅，設置長寧縣，取「長久安寧」之意，屬州府。 初設縣時，知縣趙鉞在長吉都之沐河竹子壩（今屬連平縣）治事，至隆慶六年（1572）徙治鴻雁洲（今豐城鎮城東象嶺坪大營一帶 ）始建土城。萬曆元年（1573）遷治所於君子嶂下（今新豐縣城）興建磚城。
- 清朝，長寧縣屬惠州府。
- 民國初，廢府制。 民國3年（1914），因避江西、四川兩省的長寧縣重名而復稱南齊舊縣名新豐縣。 民國3-9年，屬潮循道；民國10-38年，屬廣東省第四行政督察區。[4]
- 1951年12月，广东省东江人民行政督察专员公署（东江专署）成立，新丰隶属东江专署。1952年11月9日，新丰改属粤北公署，不久，粤北行政公署改称韶关专区。1975年1月，新丰县划归广州市管辖，1988年1月新丰县划入韶关市管辖至今。

## 人口
截至2019年，新豐縣總人口26.22萬。
新豐縣人口以漢族為主，亦分佈少數壯族、土家族、瑤族、滿族、回族、畬族、侗族、仫佬族等族人。
2021年，新豐縣户籍人口26.77萬人，其中城鎮人口9.8萬人。

## 文化
新豐習俗具有濃郁的嶺南客家漢族色彩。 
在農業生產方面，依照二十四節令的規律安排生產，成為習慣。 有上山立“山神土地神位”，做“牙祭”，冬閑牛放野，打“橫塘”，早出工晚收工，早造爭日、晚造爭時，親鄰幫工等生產習俗。春節期間，有送灶神、入年界、吃“團圓飯”、給小孩發“壓歲錢”、祭拜神明、年初一“開大門”、年初二“許神”、年初三“送窮”等習俗。有年宵節“吊燈”；二月二做糍馬；清明節做“艾糍”，門前插柳，掃墓祭祖；四月八過“鬼節”；端午節旅遊、吃粽子、插艾枝、桃枝以驅邪；六月六過“嚐新米節”；七月十四追祭先人；八月十五賞月吃月餅，放“孔明燈”；重陽節登高、掃墓；冬至葉姓人家不過冬等時歲習俗。 婚俗方面，農村仍有哭嫁、送嫁、迎親、鬧洞房、“回門”（又稱“三朝”）等古俗遺風。 民間重視傳宗接代和靠子女養老送終，還有修族譜家譜、春節清明祭祖以及訂立族規等傳統。

## 地理
新豐屬典型的山區縣。 
東部為九連山脈，西部為青雲山脈，呈東北－西南走向斜貫全境。 地勢為中北部較高，東西部稍低，形成狹長的山谷地帶和小型盆地。 境內有大小山峰1109座，其中千米以上的65座。 距縣城北面8公里的雲髻山，又名阿婆髻，海拔1438.8米，是縣內最高峰。 境內丘陵、盆地廣布，河谷平原狹小，有山地面積1698.9平方公里，可耕地面積173.2平方公里，水域面積42.9平方公里，其他用地面積100.2平方公里。
縣境內水係受山脈走向和斷裂構造的影響，形成新豐格子狀水系。 整個水係以青雲山脈為界，以東屬東江水系，新豐江幹流發源於雲髻山麓；以西屬北江水系，各條支流大致呈平行狀向西北流入翁江，於英德南部匯入北江。 全縣有大小河流568條，總長293.2公里。新豐為東江發源地之一，新豐江水庫21.4%的水源來自新豐。 新豐縣水能資源充沛，蘊藏量達14.9萬千瓦。
境內氣候溫和，雨量充沛，光照充足，無霜期長，四季分明，屬南亞熱帶季風氣候。 常年平均氣溫20.3℃，常年平均無霜期320天，常年平均降雨量1889.3毫米，常年平均日照1484小時。 中部偏北屬高寒山區，常年平均氣溫比縣城低1-2℃，晝夜溫差較大。
新豐縣植被類型屬亞熱帶常綠林。據統計，木本植物有79個科，186個屬、476個種以上。其中：裸子植物有9個科、16個屬、21個種以上；被子植物有70個科、170個屬、455個種以上；草木植物以蕨菜、芒類、蔓生莠、竹類居多。還有花草、藥用植物、地衣植物、稀有食用菌，以及人工載培農作物等。新豐縣山地廣闊，植被茂密、水源豐足，適宜各種動物繁衍。國家一、二類保護的野生動物中華南虎、金錢豹、金貓、穿山甲、鹿、猿、麝、猴、水獺、果狸、貓頭鷹、娃娃魚、畫眉、杜鵑、鷂鷹、喜鵲、長尾鳳、白鶴、燕子、啄木鳥、白鷳均在新豐活動。

## 名勝
新豐縣的主要名勝有：
- 云髻山又名阿婆髻，為省級保護區，在县城西北的8公里处，主峰海拔1434.2米，属广州市管辖时，曾是广州市的第一高峰。山腳有古鎮，建築來源於遷移的明清傳統民居，易地重建古建築300棟。[7]
- 雁塔建於清朝乾隆四年，構造獨特，对研究古建筑有一定参考价值，被列為廣東省文物保護單位。[5]
- 新豐森林溫泉度假區
- 九棟十八井
- 回龍燕子嚴
- 秀田古村
- 龙山公园
- 天地人和葡萄园
- 大丰农场
- 佛手瓜村
- 樱花峪

## 特产
新丰佛手瓜：中国地理标志产品。
新丰番薯干。